# A számosság fogalmának megértése
A számosság fogalmának megértése vagy a kardinalitáselv azt jelenti, hogy egy halmaz egyesével való megszámlálása során az utolsó számnév a halmaz számosságát adja meg. A szakirodalom szerint a gyerekek 3-4 éves korban értik meg ezt az elvet.

## A számmegértés fejlődése
A gyerekeknek sok minden máshoz hasonlóan azt is meg kell tanulniuk, hogy hogyan kell számolni. Ahhoz, hogy eldönthessük, hogy egy gyerek mikor rendelkezik a számolni tudás képességével, először azt érdemes tisztázni, hogy mit is jelent a számolni tudás. A legtöbb gyerek, már nagyjából kétéves korában el tudja mondani a számokat 1-10-ig. A jelenség megtévesztő lehet, hiszen ebből akár arra is következtethetnénk, hogy ekkor a gyerekek már tudnak számolni. Valójában a számnevek helyes sorrendjének ismerete a gyerekek számára nem jelent többet, mint akármelyik mondóka, amit ismernek. A számolás tehát komplexebb tudás, mint a számnevek helyes sorrendjének ismerete. A gyerekeknek azt kell megtanulniuk, hogy a számolás által meg tudják határozni egy halmaz mennyiségét, tehát a számnevek mögöttes fogalmi jelentését kell elsajátítaniuk.
A módszer, amellyel megállapítható, hogy a gyerekek értik-e a számok jelentését, az „Adj x tárgyat!” feladat (angolul Give-n number task). A feladatban a gyerekek elé helyeznek egy nagyobb halmazt, amelyben egyforma méretű kisebb tárgyak vannak. Ebből a halmazból kell a gyerekeknek meghatározott mennyiségű tárgyat adni. A feladatot végző személy általában 1-5-ig kér számértékeket a gyerekektől. A legelső kért érték mindig az 1, majd a 2, és a további próbák mindig az előző próba sikerességétől függnek. Ha pl. a gyerek sikeresen tud adni kettő tárgyat, akkor a következő próbában hármat kell adnia, ha a kettőt elrontotta, akkor visszalépnek, és újra egyet kérnek.
A feladat alapján, a téma egyik szakértője, Karen Wynn a számmegértés fejlődésének egy teljesen új mintázatát látta. A gyerekek bejósolható fejlődési szakaszokon mennek keresztül, míg megértik a számok mögöttes fogalmi jelentését.
A fejlődés legkorábbi szakaszában a gyerekek még nem tesznek különbséget egyetlen szám között sem. Az „Adj x tárgyat!” feladatban ezek a gyerekek a legtöbb esetben egy tárgyat adnak bármilyen számot kérnek is tőlük, vagy egy maroknyi tárggyal válaszolnak. Mivel ebben a szakaszban a gyerekek nem értik a számok jelentését, így ezt pre-numerikus szintnek szokták nevezni, vagy másként, ezek a gyerekek nem-szám-tudók.
A következő szinten a gyerekek megtanulják az egynek a jelentését. Egyéni különbségek előfordulhatnak, hogy ezt a szakaszt mikor érik el a gyerekek, de általánosságban 2,5-3 éves korra szokták tenni. Az „Adj x tárgyat!” feladatban ekkor a gyerekek, ha egy tárgyat kérnek tőlük, akkor egyet adnak, és az összes többi számra vagy kettővel, vagy kettőnél több tárggyal válaszolnak. Mivel ekkor még csak az egynek a jelentését tudják, így ezeket a gyerekeket 1-tudóknak nevezi a szakirodalom.
Néhány hónappal később a gyerekek megtanulják a kettőnek a jelentését, amikor az „Adj x tárgyat!” feladatban egyet adnak, ha egyet kérnek tőlük, és kettőt, ha kettőt kérnek, de a további számokra a számlistában mindig kettőnél több tárggyal válaszolnak. Ezeket a gyerekeket 2-tudóknak nevezik. Rövidesen ez után a gyerekek 3-tudók lesznek, amikor a háromnak a jelentését is elsajátítják. A szakirodalom az 1-, 2- és 3-tudó gyerekeket együttesen alhalmaz-ismerőknek nevezi, mert ezek a gyerekek általában el tudják mondani a számokat 10-ig, de a számoknak mégis csak egy kisebb halmazát ismerik.
Miután a gyerekek az említett szakaszokon keresztül mennek, ami nagyjából egy évet ölel fel, és megtanulják a négynek a jelentését is, akkor Wynn azt tapasztalta, hogy a gyerekek hirtelen a számlistájukban szereplő összes számnak a jelentését is megtanulják. Ezek a gyerekek az „Adj x tárgyat!” feladatban, ha el tudnak számolni 10-ig, akkor helyesen tudnak 10 tárgyból álló halmazt is alkotni. Ekkor a gyerekeknek minőségileg eltérő fogalmi tudása alakul ki a számok jelentéséről, mint ami a korábbi szakaszokban megfigyelhető volt. A szakirodalom ezeket a gyerekeket kardinalitáselv-tudóknak nevezi.
A fent leírtak alapján látható, hogy egy lassú fejlődésről van szó, amíg a gyerekek megtanulják a számok jelentését 1-3-ig, majd a 4 jelentésének elsajátítása után minőségi váltás történik, amikor a gyerekek megértik a számok fogalmi jelentését.
Mind a mai napig tisztázatlan kérdés, hogy miért az említett fejlődési mintázatot lehet látni, tehát miért ilyen lassú a fejlődés, és miért van váltás a 4 megtanulása után. A következőkben két modell következik, melyek magyarázatot próbálnak adni az említett problémára.

## Analóg mennyiség rendszer és a számmegértés
Körülbelül az 1970-es évek óta gondolják úgy, hogy a mennyiségek reprezentációjáért a veleszületett analóg mennyiség rendszer a felelős. Feltételezések szerint ez egy evolúciósan ősi rendszer, ami folytonos, nem szimbolikus és pontatlan formában tárolja a számokat. Úgy lehet elképzelni, mint egy számegyenest. A számok pontatlan tárolásának az oka az, hogy a mentális számegyenes reprezentációja zajos, méghozzá a Weber-törvénynek megfelelően. Ezáltal, a zaj arányos a jel által reprezentált dolog nagyságával, így ha a számegyenesen egyre nagyobb számok felé haladunk, egyre zajosabb reprezentációval találkozunk.
Piazza érvelése szerint a számok fogalmi jelentésének kialakulása is az analóg mennyiség rendszernek köszönhető. Fejlődési adatokat elemezve megfigyelhető a Weber-állandó fejlődése. Az újszülött még csak akkor képes különbséget tenni két mennyiség között, ha az arány legalább 1:3, majd hat hónaposan ez az arány már 1:2 is lehet, és nagyjából kilenc-tizenkét hónaposan 2:3 arány esetében is képes diszkriminálni. Három-négyévesen pedig a 3:4-re is érzékennyé válik. Piazza feltételezi, hogy a szimbolikus számok elsajátításában ez a rendszer az alapvető. Az elképzelés szerint egy gyerek például akkor tudja a hármat, mint számot elsajátítani, ha képes különbséget tenni a kettő és három, valamint a három és négy között, vagyis az AMR képes legalább 3:4 arány megkülönböztetésére. Ez a 3:4 arányú megkülönböztetés nagyjából a harmadik-negyedik életév körül figyelhető meg, amikor a gyerekek a fejlődési adatok alapján általában már 3-tudóknak nevezhetőek.
Az elmélet, bár néhány dologra igyekszik választ adni, ennek ellenére vannak korlátai. Így például a modell valójában csak azt magyarázza, hogy miért lehet a számok elsajátításának üteme lassú, de nem magyarázza, hogy miért négy után történik a váltás.

## Tárgy fájl rendszer és a számmegértés
Az analóg mennyiség rendszer mellett egy másik modell, mely a számmegértés megértésének fejlődését igyekszik magyarázni, a tárgy fájl rendszer modell.
A vizuális látórendszerünk sajátossága, hogy képesek vagyunk egy tárgyalapú reprezentáció mechanizmusával a tárgyakat detektálni, illetve mozgásukat megjósolni. Megfigyelések szerint, ha felnőtt személyeket arra kérnek, hogy egyszerre több mozgó tárgyat figyeljenek a szemükkel, akkor általában maximum 3-4 tárgyat képesek egyszerre követni. Fejlődési adatok szerint a csecsemők a tárgyalapú reprezentáció felnőtteknél tapasztalt kapacitását nagyon hamar elérik, már 12 hónapos korban képesek követni 3-4 tárgyat. Carey szerint a gyerekek a tárgy fájl rendszer segítségével képesek mentális modelleket alkotni a kis számokról, amiket a hosszú távú emlékezeti rendszerben tárolnak. Így például a gyerekeknek a 2 esetében lesz egy modelljük a 2 egyedet tartalmazó halmazról. A továbbiakban a 2 egyedből álló halmazt össze tudják vetni a már meglévő modelljükkel. Ilyen modelleket a gyerekek a tárgy fájl rendszer kapacitás korlátjának megfelelően 4-ig alkotnak. Később a gyerekek észreveszik a kapcsolatot az első négy számnév, illetve a kis számokat reprezentáló modellek között, és ezt a két reprezentációt próbálják összeegyeztetni. Ekkor rájönnek arra, hogy a számlistában szereplő minden szám egy bizonyos mennyiséget jelöl (n), és következő szó a számlistában pontosan eggyel nagyobb mennyiséget jelent (n+1).